# بیچ ماونتین لیکس (پنسیلوانیا)
بیچ ماونتین لیکس (به انگلیسی: Beech Mountain Lakes) یک منطقهٔ مسکونی در ایالات متحده آمریکا است که در شهرستان لوزرن، پنسیلوانیا واقع شده‌است. بیچ ماونتین لیکس ۶٫۲ کیلومتر مربع مساحت و ۲٬۰۲۲ نفر جمعیت دارد.